# Rattus giluwensis
Rattus giluwensis là một loài động vật có vú trong họ Chuột, bộ Gặm nhấm. Loài này được Hill mô tả năm 1960.